# Franco Perinciolo
Franco Alejandro Perinciolo (Guernica, Buenos Aires; 30 de abril de 1997) es un futbolista argentino. Juega de centrocampista y su equipo actual es Brown de Adrogué de la Primera B Nacional.

## Trayectoria

### Cañuelas
Luego de hacer inferiores en Banfield, Perinciolo llegó a Cañuelas, equipo de la Primera C. Debutó el 27 de enero de 2018 en la derrota 1-0 contra Deportivo Merlo. Durante su tiempo, convirtió 7 goles en 20 partidos, siendo pieza importante en la temporada.

### Comunicaciones
El buen comienzo de carrera hizo que Comunicaciones, equipo de la Primera B, pusiera sus ojos en él y lo contrate.
Debutó el 8 de septiembre en la derrota 3-1 ante Estudiantes de Buenos Aires. Jugó en la temporada y logró disputar 23 encuentros, además de convertir un gol en el partido del debut contra el Pincha de Caseros.

### Sacachispas
Para 2019, Perinciolo se convirtió en refuerzo de Sacachispas. Debutó en el Lila el 3 de agosto en lo que sería empate a 1 frente a UAI Urquiza. En su paso por el club porteño, el bonaerense jugó 14 partidos.

### Aldosivi
Sus buenos años en la tercera categoría del fútbol argentino hicieron que Aldosivi, de la Primera División, se fijara en él y lo contrate. Debutó en la máxima categoría del fútbol argentino el 31 de octubre de 2020, ingresando a los 19 minutos del segundo tiempo por Lucas Di Yorio en el empate 0-0 entre el Tiburón y Estudiantes de La Plata.

## Estadísticas
- Actualizado hasta el 14 de enero de 2021.

| Cañuelas Argentina | 4.ª                 | 2017-18             | 20 | 7 | - | - | - | - | 20 | 7 | 0,35 |
| Cañuelas Argentina | Total club          | Total club          | 20 | 7 | - | - | - | - | 20 | 7 | 0,35 |
| Comunicaciones Argentina | 3.ª                 | 2018-19             | 23 | 1 | - | - | - | - | 23 | 1 | 0,04 |
| Comunicaciones Argentina | Total club          | Total club          | 23 | 1 | - | - | - | - | 23 | 1 | 0,04 |
| Sacachispas Argentina | 3.ª                 | 2019-20             | 14 | 0 | - | - | - | - | 14 | 0 | 0,00 |
| Sacachispas Argentina | Total club          | Total club          | 14 | 0 | - | - | - | - | 14 | 0 | 0,00 |
| Aldosivi Argentina | 1.ª                 | 2020                | -  | - | 5 | 0 | - | - | 5  | 0 | 0,00 |
| Aldosivi Argentina | Total club          | Total club          | -  | - | 5 | 0 | - | - | 5  | 0 | 0,00 |
| Total en su carrera | Total en su carrera | Total en su carrera | 57 | 8 | 5 | 0 | - | - | 62 | 8 | 0,12 |
| (1) Las copas nacionales se refiere a la Copa Argentina y a la Copa de la Liga Profesional. (2) Las copas internacionales se refiere a la Copa Libertadores y a la Copa Sudamericana. (3) Media de goles por encuentro. No incluye goles en partidos amistosos. |                     |                     |    |   |   |   |   |   |    |   |      |